# Fulltofta gård (naturreservat)
Fulltofta gård är ett av två naturreservat i naturområdet Fulltofta i Hörby kommun i Skåne län.
Området är naturskyddat sedan 1971 och är 971 hektar stort varav cirka 500 hektar vatten. Det består av ädellövskogar och fäladsmarker och en kustlinje längs med Ringsjöns östra strand.  Området består i sydöst till största delen av åker- och ängsmarker. I sydväst vid Östra Ringsjöns strand finns trädbevuxna hagmarker och en nyanlagd fågeldamm - Gäddängen. Vid Ringsjöns strand finns det ett högt fågeltorn och ute på Nunnäsuddens södra strand ett mindre fågeltorn. Den västra och norra delen är en mosaik av ek - avenbokskogar, hagar, ädellövskogar, hedmark och alkärr.
Fulltofta gård  och Fulltofta-Ringsjön är även natura 2000-områden. Fulltofta kyrka och Fulltofta gård (byggnad) ingår ej i naturreservatet, men är båda omgivna av det.